# 이반 부닌

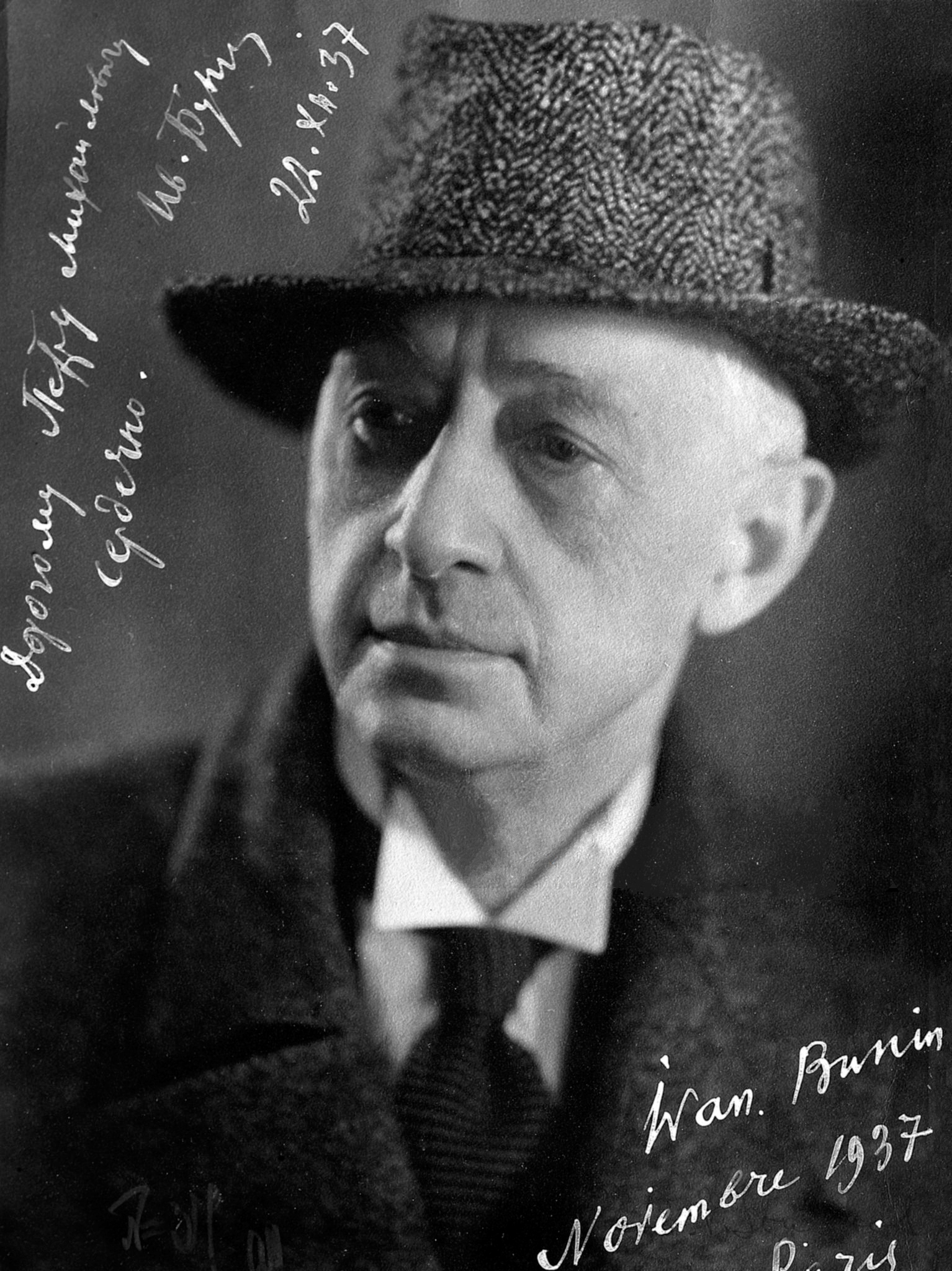
1937년의 부닌

이반 알렉세예비치 부닌(러시아어: Ива́н Алексе́евич Бу́нин, 1870년 10월 22일(율리우스력 10월 10일) ~ 1953년 11월 8일)은 러시아의 작가·시인이다. 1909년 학사원 명예 회원이 되었으며, 1911년 중편 〈마을〉을 발표하였다. 1917년 러시아 혁명 후에 망명하여 파리에서 살았다. 그의 작품은 농촌의 몰락한 지주 계급을 취급한 것이 많으며, 심리 묘사에 뛰어났고 퇴폐적인 색채가 짙다. 1933년 노벨 문학상을 받았다. 작품에 《메마른 골짜기》, 《샌프란시스코에서 온 신사》, <아르세니예프의 생애> 등이 있다.

## 생애
이반 알렉세예비치 부닌은 1870년 10월 23일 러시아 중부 돈 강 유역의 보로네슈 시에서 태어났다. 4살 무렵 아룔 시로 옮겨 간 후 아름다운 꽃들과 밀밭으로 가득한 곳에서 러시아의 대자연을 만끽하면서 미래의 예술가로서의 감성을 키우며 자랐다. 그의 어린 시절 기억은 후일 작품 속에서 삶과 자연, 사랑에 대한 느낌을 가장 섬세하고 아련하게 전달하는 토대가 된다.
부닌의 초기 작품에는 그가 체험한 아름다운 시골의 자연과 농민들의 삶이 자주 등장하는데, 1900년 발표한 ＜안토노프 사과＞는 문단의 큰 관심을 끌게 된다. “따스한 아침햇살을 받으며 말을 타고 마을을 지날 때면 벼를 베고, 축일이면 해가 뜸과 동시에 마을에서 들려오는 교회 종소리를 들으며” 살고자 한 행복한 삶은 그의 소망이었다.
그의 생애에서 창조적인 창작 시기로 평가받는 1910년대에는 ≪마을≫(1910), ≪수호돌≫(1911)과 같은 작품들이 발표된다. 이 두 작품은 당시 농촌 생활의 모습을 가감 없이 보여 주면서 그 속에서 살아가는 민중의 모습을 사실대로 세밀하게 묘사한 걸작이다.
부닌은 실론(현 스리랑카)을 여행하며 동양 종교 특히 불교에 대한 관심을 갖게 된다. 심오한 동양 문화와 철학 그리고 불교적 정서에 심취하면서 그 핵심 교리인 인과관계, 열반 및 회귀의 도를 깨닫는다. 그리고 이러한 기억은 ＜형제들＞에 고스란히 담긴다.
1917년 사회주의혁명에 반대하며 아내 무롬체바와 함께 오데사 등 여러 곳을 방랑하다 결국 1920년 프랑스로 망명한다. 그의 망명 생활은 고통의 연속이었다. 그러나 심리적, 경제적으로 고통을 받으면서도 조국 러시아에 대한 그리움과 사랑은 변치 않는다. “고향의 적막은 내 가슴을 아프게 하고, 고향 보금자리의 황폐함은 내 가슴을 고통스럽게 한다.”고 말했다.
망명 후 자전적인 소설 ≪아르세니예프의 생≫을 발표하고, 같은 해 1933년 러시아 작가로는 최초로 노벨문학상을 수상한다. 1937년에는 톨스토이의 삶과 철학, 세계관 등을 조명한 회고집 ≪톨스토이의 해방≫을 출간한다. 그 후 부닌의 관심은 사랑과 고독을 주제로 하는 작품들로 옮겨 간다. 그리고 ≪어두운 가로수 길≫을 발표한다. 작가가 추구해야 할 올바른 길과 진리에 대해 고민하던 부닌은 제2차 세계대전 후 조국으로 돌아가려는 꿈을 이루지 못한 채 부인이 지켜보는 가운데 1953년 83세를 일기로 파리에서 삶을 마감한다.